# Saint Théleau
Saint Théleau, dont le nom s'écrit aussi Thélo,Thélot, Teilo (en anglais), Teliaw (en gallois), Telo (en breton), Thélio, Télio, Théliau, Téliau ou Télyo, fait partie des saints bretons plus ou moins mythiques dont la sainteté n'est pas reconnue officiellement par l'Église catholique romaine. Certains voient en saint Théleau, comme en saint Edern, le dieu celte Cernunnos christianisé.

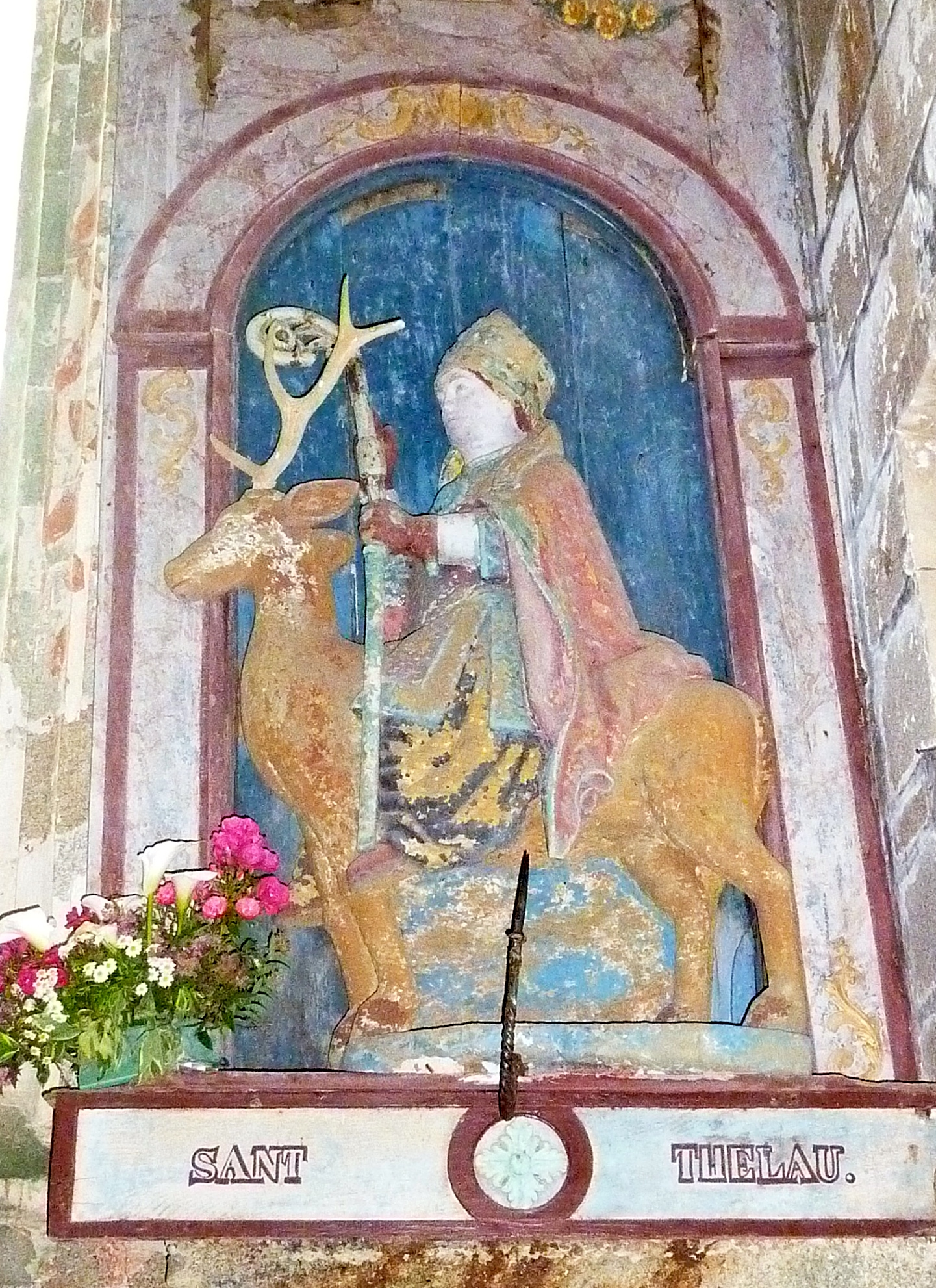
Plogonnec : chapelle Saint-Théleau, statue de saint Théleau.

## Hagiographie

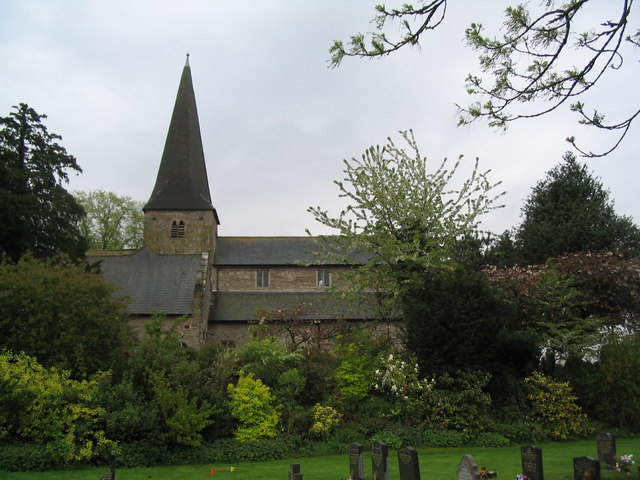
L'église paroissiale de St Teilo, Llantilio Crossenny, Monmouthshire, vue du nord.

Théleau ou Teilo serait né dans le pays de Galles. Son père s'appellerait Ensic et sa mère Guenhaff. Théleau vint au monde vers l'année 485 (dans la partie méridionale de la Grande-Bretagne, près de la ville de Monmouth). Une de ses sœurs nommée Anauued [Anawfedd] ayant épousé Budic fils de Kybydan un prince de Cornouaille en Bretagne, lorsque la peste jaune désola son pays, il se réfugia auprès de saint Samson, à Dol,,.
Selon une légende, il chercha à s'établir dans la forêt de Landeleau, mais il fut attaqué par les chiens du seigneur de Châteaugal. Le seigneur qui était à la chasse, rappela ses chien et promis, en dédommagement de donner à Théleau « tout le terrain qu'il pourrait parcourir en une journée ». Mais alors, un cerf apparut et permis au jeune homme de parcourir un très grand secteur. Le seigneur tient parole. La légende dit aussi, qu'avec Samson de Dol ils auraient planté, dans la vallée de Dol un grand verger de 3 milles de longueur, pour nourrir les pauvres,.
Il devient si proche de saint Samson que celui-ci lui confie la gestion de son monastère de Dol-de-Bretagne pendant ses absences fréquentes et prolongées notamment à la cour du roi Childebert Ier. Il serait resté 7 ans en Bretagne.
De retour en Cambrie avec son neveu Oudocée, il fonde le monastère de Llandeilo-Fawr dans le Dyfed et aurait occupé le siège épiscopal de Llandaf, succédant à saint Dubrice. Il est mort vers 560 dans son monastère de Llandeilo,.
Selon une autre tradition, il aurait construit un ermitage dans le centre de la Bretagne en un lieu devenu par la suite Landeleau.
Deux « vies » de saint Théleau nous sont parvenues. Une écrite en latin au XIIe siècle, c'est le livre de Llandaf, l'un des quatre principaux évêchés du pays de Galles, actuellement dans la banlieue de Cardiff, et une autre écrite en français au début du XIVe siècle et traduite du latin.

## Saint Théleau est-il Cernunnos christianisé?
Certains voient dans l’association deux saints bretons semi-légendaires, saint Edern et saint Théleau, tous deux traditionnellement représentés comme chevauchant un cerf, un héritage de la religion celte qui tenait la bête en grande vénération. La chute annuelle des bois suivie de repousse passait aux yeux des anciens pour être symbole de mort et de résurrection. Le cerf, on le sait était associé au culte rendu au dieu Cernunnos.   
Selon la légende rapportée par Henri Waquet, saint Théleau utilisait un cerf comme un cheval pour faire son apostolat. « Le saint devait au fait qu'il avait réussi ce difficile dressage d'être devenu le patron ds cavaliers bretons, en faveur desquels Dieu lui accorda, pour ceux-ci, le privilège d'être sept fois plus forts que leurs adversaires, à condition d'invoquer saint Théleau avant de se lancer à la charge » lors des combats.

## Traces de saint Théleau

### Au pays de Galles
On pense que la vraie tombe de Théleau  est celle au sud du maître-autel de la cathédrale de Llandaff, dont il est un co-patron. Dans une chronique de l'enquête faite en 1736, il est indiqué que les restes d'une personne reconnaissable comme évêque grâce à la présence d'une crosse avait été vue. La tombe a ensuite été rouverte en 1850. 
Au pays de Galles, se trouve le puits de Saint Théleau, un lieu de pèlerinage, où les pèlerins buvaient une eau de source réputée pour guérir la paralysie et les maladies similaires. Pour cela ils puisaient l'eau dans un crâne attribué au corps du saint. À la fin du XIXe siècle, son crâne était toujours utilisé comme calice pour boire l'eau à la fontaine qui lui était consacrée. Au XXIe siècle, le puits n'est plus en activité, mais il est toujours visible,.
Ce sont 25 lieux qui portent le nom du saint au pays de Galles, le pays où il a le plus laissé de marques.

### Dans le Finistère

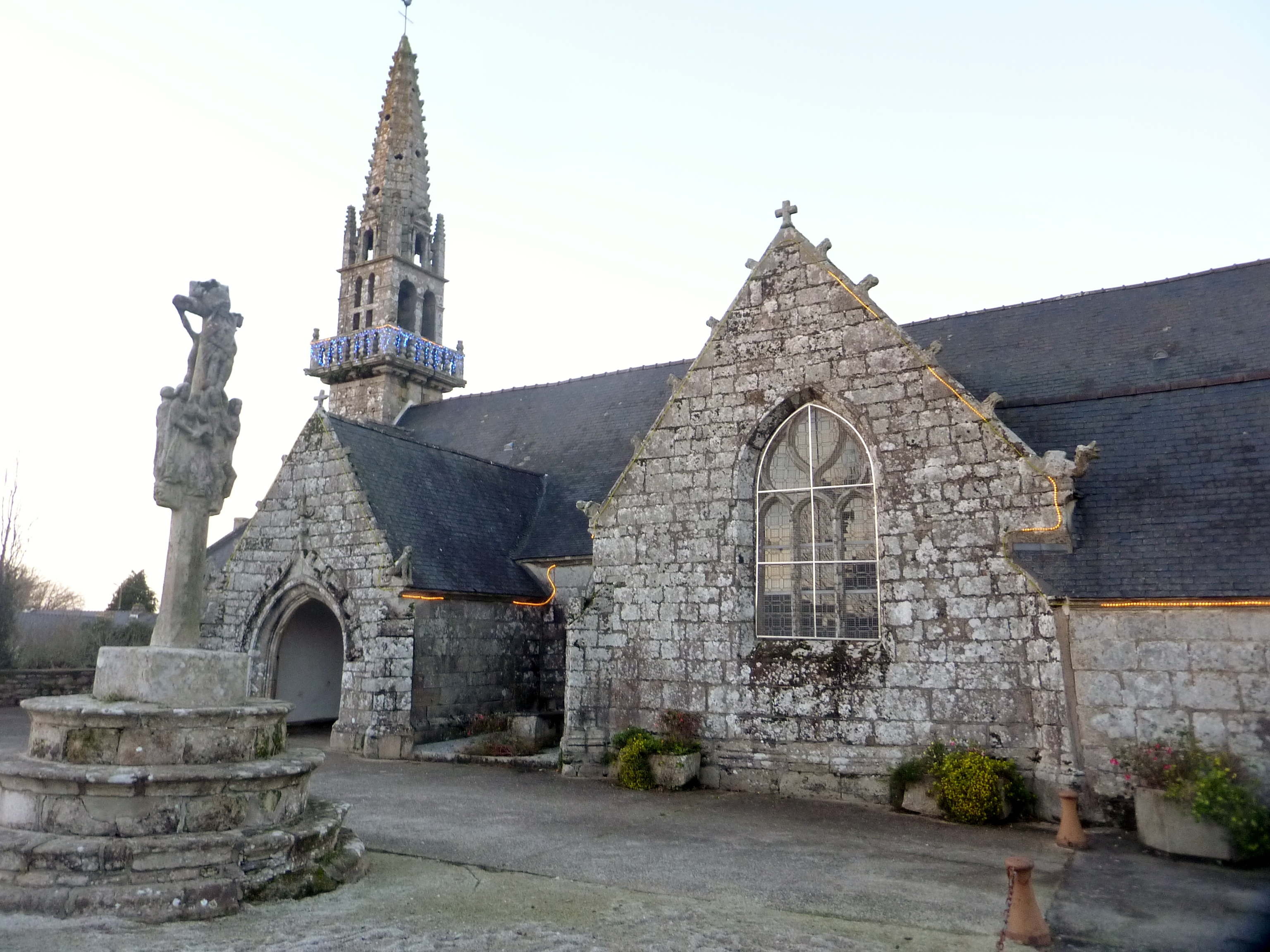
Leuhan : l'église paroissiale Saint-Théleau et le calvaire.

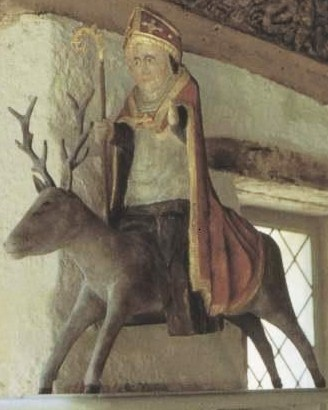
Abbaye Notre-Dame de Daoulas : statue de saint Thélo (XIIIe siècle).

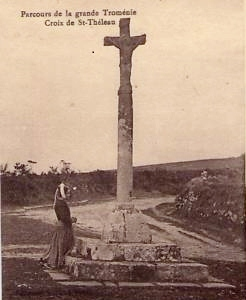
Locronan : la croix de Saint-Théleau (située sur le parcours de la Grande Troménie).

Dans le Finistère, deux églises, celles de Leuhan et de Landeleau (une fontaine Saint-Théleau existe aussi dans cette commune), et une chapelle à Plogonnec lui sont dédiées.
- À Landeleau, le jour de la Pentecôte, on célèbre la fête du saint patron par une sorte de troménie[8]. C’est une longue procession, dite « tro ar relegoù », le « tour des reliques », qui part de l’église paroissiale pour rejoindre la chapelle Saint-Laurent puis revient par un chemin en partie différent. La troménie de Landeleau en 1905 a été décrite par le chanoine Peyron, selon ce texte[9], « le dimanche qui précède la Pentecôte, au sortir de la messe célébrée à la chapelle N.-D. de Lannach, le bedeau monte sur le talus du placître et met en adjudication l'honneur de porter les reliques du saint au jour de la grande procession; comme il y a deux porteurs, ils s'entendent naturellement sur le prix maximum de leur enchère qui, cette année, est montée à 125 F. Les porteurs se choisissent alors deux gardes du corps qui, armés de baguettes blanches dont nous verrons tout à l'heure l'utilité, se tiendront constamment de chaque côté des reliques pendant la procession ». La procession était suivie par plus de 2 000 hommes, beaucoup venant des paroisses voisines. La cérémonie commencée à 5 heures du matin se terminait vers 17 heures.

Le saint est toujours représenté chevauchant un cerf (comme saint Edern). La légende rapporte qu’un seigneur de Châteaugal offrit à l’ermite le territoire qu’il pourrait enclore en une nuit, avant le chant du coq ; le saint se servit d’un cerf comme monture. L’étonnant dans cette légende, c’est que le saint n’a sans doute jamais mis les pieds dans cette paroisse du Poher. Pourtant la troménie fait halte au chêne de Châteaugal qui servit, selon la légende, de refuge au saint lorsqu'il fut attaqué par les chiens du seigneur du lieu (transposition là encore d'une chasse au cerf ?). 
- À Leuhan, l'église paroissiale Saint-Théleau date du XIVe siècle[10],[11].
- À Locronan, le parcours de la Grande Troménie passe par la croix de Saint-Théleau.
- À Plogonnec, la chapelle Saint-Théleau est sans doute la plus belle chapelle de la paroisse. Le clocher a été foudroyé en 1976 et reconstruit dans les années suivantes. Le grand pardon a lieu le dimanche après la Saint-Jean. Les archives indiquent qu’il y avait autrefois des concours de lutteurs. Les sonneurs étaient payés 8 livres (environ 100 euros). La chapelle et le calvaire rappellent le souvenir de saint Théleau qui y est représenté sur un cerf, symbole d’éternité.
- À l'abbaye Notre-Dame de Daoulas: statue de saint Thélo du XIIIe siècle en bois polychrome

### Dans le reste de la Bretagne
En Bretagne 8 lieux conservent le nom de saint Théleau. Même si, apparemment, il n'a jamais vécu en Basse-Bretagne, il y est toutefois vénéré. À sa mort, le corps de saint Théleau se serait multiplié par trois, contentant ainsi les trois paroisses cambriennes qui l'avaient vu vivre : Penalun, Llandeilo Fawr et Llan Dâw. On ignore comment certaines de ces reliques sont parvenues à Landeleau en Bretagne.
Aujourd'hui encore, il existe un lieu appelé « le verger de Théleau et Samson » (en référence à la légende du verger de 3 milles de long qu'ils auraient planté pour les pauvres).
Dans les Côtes-d'Armor :
- À Saint-Thélo[13].
- À Plédéliac (qui s’appelait « Pludeliau » au XIIIe siècle)[14].

Dans le Morbihan :
- À Landaul, l'église Saint-Théleau remplace celle dédiée à Marie-Madeleine en 1903[15].
- À Montertelot, saint Théleau est vénéré pour avoir vaincu un dragon[16].